# St. Michael (Waldaschaff)

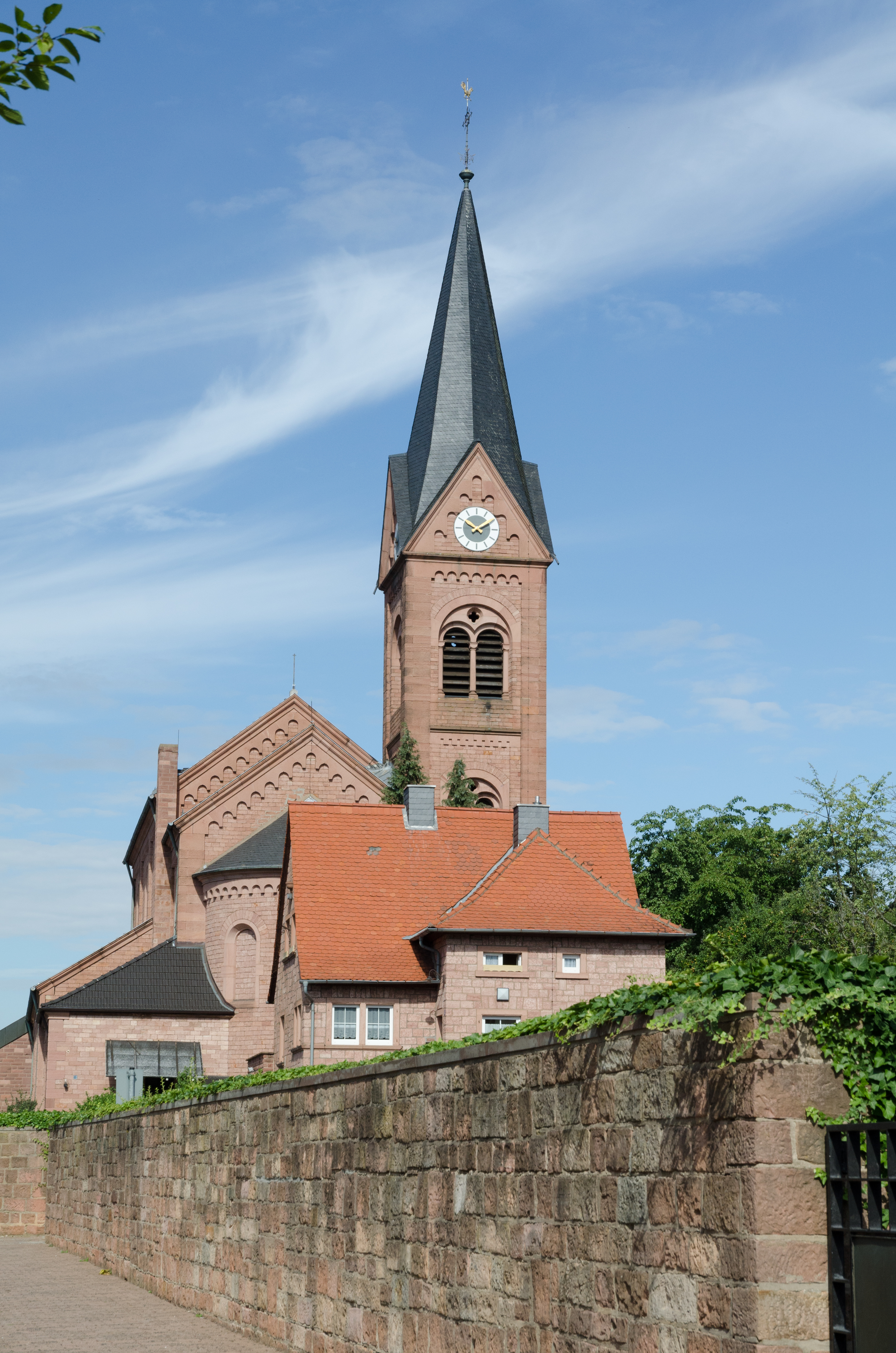
St. Michael (Waldaschaff)

Die römisch-katholische, denkmalgeschützte Pfarrkirche St. Michael steht in Waldaschaff, einer Gemeinde im Landkreis Aschaffenburg (Unterfranken, Bayern). Die Kirche ist unter der Denkmalnummer D-6-71-156-2 als Baudenkmal in der Bayerischen Denkmalliste eingetragen. Die Pfarrei gehört zur Pfarreiengemeinschaft St. Hubertus im Spessart (Waldaschaff) im Dekanat Aschaffenburg-Ost des Bistums Würzburg.

## Beschreibung
Die neuromanische Basilika wurde 1893 erbaut und 1973 nach Westen durch einen modernen Anbau erweitert. Die Basilika besteht aus einem Langhaus, einem Chor in Breite des Mittelschiffs mit einer halbrunden Apsis im Osten und einem Chorflankenturm auf quadratischem Grundriss an der Nordwand des Chors. Der Chorflankenturm ist mit Gesimsen und Lisenen gestaltet und mit einem achtseitigen, schiefergedeckten Knickhelm bedeckt, der sich zwischen Dreiecksgiebeln erhebt, hinter denen sich die Turmuhr verbirgt. Das oberste Geschoss beherbergt hinter den als Biforien gestalteten Klangarkaden den Glockenstuhl, in dem vier Kirchenglocken hängen. 